# 10-krone
| 10-krone (Danmark) | 10-krone (Danmark)                                                                         |
| ------------------ | ------------------------------------------------------------------------------------------ |
| Værdi:             | 10 danske kroner                                                                           |
| Vægt:              | 7,0 g                                                                                      |
| Diameter:          | 23,35 mm                                                                                   |
| Tykkelse:          | 2,30 mm                                                                                    |
| Rand:              | Glat                                                                                       |
| Materiale:         | Aluminiumbronze 92% kobber, 6% aluminium, 2% nikkel                                        |
| Præget år:         | 1989-95, 1997-99, 2001-02, 2004-                                                           |
| Cirkulation:       | 3. juli 1989                                                                               |
| Katalog nummer:    | Siegs møntkatalog Danmark nr. 2, 3, 4, 5, 6                                                |
| Forside            |                                                                                            |
| Design:            | Margrethe 2.s portræt                                                                      |
| Designer:          | 1989-1993 Hanne Varming 1994-1999 Jan Petersen 2001-2009 Mogens Møller 2011-0000 Lis Nogel |
| Bagside            |                                                                                            |
| Design:            | Danmarks rigsvåben                                                                         |
| Designer:          | 1989-2002 Johan Alkjær 2004-2009 Mogens Møller 2011-0000 Ronny Andersen                    |

10-kronen (også stavet tikronen) eller 10'eren (tieren) er den næsthøjeste mønt i Danmark, næstefter 20-kronen. Den, der er i omløb i dag, blev sat i omløb den 3. juli 1989. Der er siden kommet tre nye portrætter af Margrethe 2. på mønten. Desuden er bagsiden ændret to gange (senest i 2011).
10-kronen er lavet af aluminiumsbronze, og måler 23,35 mm i diameter, vejer 7,0 gram, har en tykkelse på 2,30 mm og randen er glat.

## Tidligere 10-kroner

### 10-kronerne som hovedmønt
I 1873 begyndte det danske møntvæsen at basere pengesystemet på guld i stedet for sølv. Det blev vedtaget, at 2480 kroner skulle være lig med 1 kg guld. Ved den lejlighed blev der udgivet 10- og 20-kroner som hovedmønter. 10-kronerne blev ikke brugt som skillemønt af befolkningen, men var en garanti for skillemønternes og pengesedlernes værdi i guld, og for at enhver kunne få sine pengesedler og skillemønter ombyttet til værdien i guld.
Systemet med at basere pengene på guld holdt helt frem til 1931 (med nogle afbrydelser omkring 1. Verdenskrig), men i dag afhænger pengenes værdi ikke af guldværdien, men af tilliden til, at de beholder købekraften.

#### 1873-1900
Den første 10-krone blev udsendt i forbindelse med Den Skandinaviske Møntunion, der markerede skiftet fra rigsdaler og skilling til kroner og øre.
På forsiden ses et portræt af Christian 9., der blev udarbejdet af billedhuggeren Christian Carl Peters. Medaljørarbejdet blev lavet af Harald Conradsen, hvis initialer (HC) ses nederst på Christian 9.s hals. Under Christian 9. ses årstallet for møntens prægning, og til højre for bunden af Christian 9.s hals ses møntmesterens initialer. Hjertet til venstre for årstallet er et møntmærke, som viser at mønten er præget på Den Kgl. Mønt. Omskriften er placeret i toppen, går med uret og lyder: CHRISTIAN IX KONGE AF DANMARK.
På bagsiden ses en kvinde med scepter i højre hånd og den venstre hånd støttende på et dansk våbenskjold. En delfin på venstre side og et neg på højre symboliserer hhv. skibsfart og landbrug. Ovenover kvinden ses teksten "20 KRONER"
10-kronen vejede 4,48 g., var af guld (90% Au; 10% Cu) og havde en diameter på 18 mm. Der blev præget 900.000 10-kroner fra 1873 til 1900.

#### 1908-1909
Frederik 8.s 10-krone har (ligesom Christian 9.s) et portræt på forsiden; men modsat den gængse praksis, vender Frederik 8. ansigtet mod venstre. Desuden er omskriften placeret i bunden og går mod uret. Omskriften lyder: "FREDERIK•VIII•DANMARKS•KONGE".
På bagsiden ses Det Store Rigsvåben eller Kongevåbenet, som det så ud 1906-1947. Vilmændene og ordenskæderne er dog udeladt. Nederst ses værdiangivelsen. På den ene side af teksten står årstallet og på den anden side står initialerne VBP for møntmester Vilhelm Buchard Poulsen.
Vægt, legering og diameter er den samme som på Christian 9.s 10-krone. Der blev præget 4,6 mio. 10-kroner i 1908-1909.

#### 1913 og 1917
Christian 10.s 10-krone har et portræt på forsiden, der blev udført af Andreas Hansen. Kongen har ansigtet vendt mod venstre. Detaljerne er som på Christian 9.s 10-krone, men teksten er skiftet ud med "CHRISTIAN X   KONGE AF DANMARK.
Bagsiden er som på Frederik 8.s 10-krone.
Vægt, legering og diameter er den samme som på Christian 9.s 10-krone. Der blev præget 450.000 10-kroner i 1913-1917.

### 10-kronerne som skillemønt
I løbet af 1920'erne og 30'erne blev 10- og 20-kronerne afskaffet, da man stoppede med at basere pengesystemet på guldværdien. I 1979 blev den imidlertid genindført, da man havde brug for en mønt med større købekraft end 5 kroner.
10-kronen med årstallet "1979" er den mønt, efter Den Skandinaviske Møntunion, der er blevet præget i flest eksemplarer (76 mio. stk.)

#### 1979-1988
På forsiden ses et portræt af Margrethe 2., smykket med diadem, øreringe og halskæde. Omskriften går med uret, starter nederst til venstre, og lyder: MARGRETHE II DANMARKS DRONNING. Nederst ses initialer fo møntmester og medaljør Frode Bahnsen.
På bagsiden ses et centeret 10-tal på en baggrund af vandrette streger, øverst årstallet, og nederst teksten "KRONER". På begge sider af 10-tallet ses et rugaks.
10-kronen vejede 9,2 g, var af kobbernikkel. Der blev præget ca. 82,9 mio. 10-kroner i denne periode.

## Erindringsmønter 1967-1986
Siden 1700-tallet har der været tradition for at præge særlige mønter ved specielle begivenheder i kongehuset. Disse mønter kaldes "erindringsmønter". De bliver normalt præget med den højst mulige værdi. Fra 1967-1988 var den højeste værdi en 10-krone, og der nåede derfor at blive præget tre erindringsmønter, inden 20-kronen kom ind i billedet.
Alle erindringsmønterne er præget i 80% sølv og vejer 20,5 g. Mønten præget i anledning af Kronprins Frederiks 18-års fødselsdag vejer dog kun 17,0 g, da dens diameter er mindre (på størrelse med Margrethe 2.s 10-krone); desuden findes den også i en udgave af kobbernikkel, der vejer 9,2 g.
| År   | Begivenhed                                                  | Produktionstal                                                                                 |
| ---- | ----------------------------------------------------------- | ---------------------------------------------------------------------------------------------- |
| 1967 | Tronfølgeren, Prinsesse Margrethes bryllup med Prins Henrik | 1.419.542                                                                                      |
| 1968 | Prinsesse Benediktes bryllup med Prins Richard              | 1.253.837                                                                                      |
| 1972 | Tronskiftet Frederik 9. til Margrethe 2.                    | 1.402.902                                                                                      |
| 1986 | Kronprins Frederiks 18-års fødselsdag                       | 1.090.351 (9,2 g. kobbernikkel) 1.023.649 (17,0 g. sølv) 1.002.000 (kobbernikkel, medaljepræg) |

Fortsættes med 20-kroner (1990-)

## Temamønter
I 2005 begyndte Den Kgl. Mønt (Nationalbanken), i anledning af 200 året for H.C. Andersens fødsel at udsende 10-kroner med tematiske bagsidemotiver. Serien med H.C. Andersens eventyr blev ved indtil 2007, hvor den blev afløst af serien "polarmønter", som viste motiver fra Grønland. Alle 10-krone temamønter blev desuden også sendt i 2 andre udgaver: i sølv og guld. Guld- og sølvmønterne er lovlige betalingsmidler, men optræder hyppigere som samleobjekter.
10-krone temamønterne har samme størrelse og legering som de almindelige 10-kroner, og indgår derfor i de cirkulerede mønter

## Fodnoter
1. ↑  1873-1890: CS (Diderik Christian Andreas Svendsen); 1898-1900: VBP (Vilhelm Buchard Poulsen)
2. ↑  1979-81: B (Peter M. Bjarnø); 1981-88: R (Niels Nørregaard Rasmussen